# サキャ・パンディタ
サキャ・パンディタ・クンガ・ギェンツェン（チベット文字：ས་སྐྱ་པཎྜི་ཏ་ཀུན་དགའ་རྒྱལ་མཚན་།、Sa skya paṇḍita kun dga' rgyal mtshan; 漢字表記: 薩斯迦班弥怛功嘉監蔵、1182年4月1日 - 1251年12月28日）は、チベット仏教サキャ派（赤帽派）の五先師の4番目に数えられる宗教指導者。略して「サパン(Sa paṇ)」とも。中世チベットの有力氏族であるコン氏('Khon-rigs)の出身。俗名はパンデン・トンドゥプ(dPal ldan don grub)。

## 略歴

### サキャ派の興隆
サキャ派はニンマ派・カギュ派・ゲルク派とともに現在チベット仏教の4大宗派に数えられる宗派で、その起源はコンチョク・ギェンポ(dKon-mchog rgyal-po)がサキャの地にサキャ寺（薩伽寺）を建立した宋熙寧6年（1073年）にさかのぼる。コンチョク・ギェンポの子のサチェン・クンガ・ニンポ(Sa-chen kun-dga' snying-po)が『密教概論』を著して、「道果説（ラムデー）」を中心とするサキャ派の教義の基盤を作り、普及することとなる。クンガ・ニンポ入寂（1172年）後、サキャ寺を主宰したのはその子のジェツン・タクパ・ギェンツェン(rJe-btsun grags-pa rgyal-mtshan)であり、タクパ・ギェンツェンの弟であるパルチェン・オーポ(dPal chen 'od po)がクンガ・ギェンツェンの父である。

### チベット一の学僧
クンガ・ギェンツェンは幼いときから、伯父のタクパ・ギェンツェンから梵行優婆塞戒を受け、顕密両教を学んだ。さらにサキャ寺の学僧から論理学・般若・宗議などの教誡を受け、18歳の時に夢の中で世親（ヴァスバンドゥ）に会い、倶舎を学んだとされる。
23歳の時、北インドカシミールの高僧のカチェ・パンチェン・シャーキャシュリーパドラ（Kha che Paṇ chen Śākyaśrībhadra、1127年 - 1225年）に会って教えを受け、宋嘉定元年（1208年）に具足戒を受けた。また彼の弟子にサンガシュリー(Saṅghaśrī)、スガタシュリー(Sugataśrī)、ダーナシーラ(Dānaśīla)らに諸法を学んだ。さらにインドの外道者と論争して勝つなどで名声を得、五明に通じた当時第一の学者であるとして「サキャ・パンディタ（サキャの博士）」と称されるようになった。著書に『三律儀分別(sdom gsum rab dbye)』、『量明蔵(thad ma rig pa'i gter)』、『善説宝蔵(legs pan bshad pa rin po che'i gter)』などがある。

### モンゴル帝国との交渉

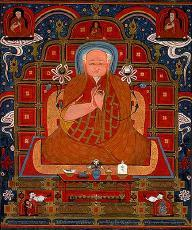
パクパ

この頃、モンゴル帝国のカアン（皇帝）オゴデイは、第二皇子のコデンをチベット遠征に派遣した。宋嘉熙4年（1240年）にコデン軍の将のドロアダイ(rDo rta nag)が兵を率いて中央チベットに侵入し、ラサの東北ラデンで僧俗数百人を虐殺し、ギェンラカン寺を焼くなどの猛威を振るった。9世紀の吐蕃の滅亡後、統一王朝が現れず、分裂していたチベット社会は、モンゴル軍の突然の侵入に驚き、ヤルルン(Yar klung)家のデシ・ジョガ(sDe srid jo dga')とツェンパ(Tshal pa)のクンガドルジェ(Kun dga' rdo rje)を請和使として降伏を申し入れたが、その結果は不明である。宋淳祐元年（1241年）のオゴデイ崩御により、モンゴルのチベット計略は一時中断したが、コデンはその後もチベット支配を試み、当地の高僧として知られたサキャ・パンディタの来訪を招請した。サキャ・パンディタは甥のロドゥ・ギェンツェン（bLo gros rgyal mtshan、通称の「パクパ('Phags pa)」で有名、当時11歳）とチャクナ・ドルジェ（チャクナ、6歳）を伴って宋淳祐4年（1244年）にサキャを出発。1年余の旅を経て、宋淳祐6年（1246年）にコデンの封地である涼州に到着したが、コデンは同年に開催されていたクリルタイに参加するためで留守であった。コデンは定宗2年（1247年）に封地に帰って、サキャ・パンディタに謁見した。この時サキャ・パンディタは、皇子に『呼金剛』の灌頂と講義を行ったという。こうしてモンゴルによるチベットの武力征服は回避され、平和裡にチベットはモンゴルに従うこととなった。以後、サキャ・パンディタは皇子の侍僧として仏教の普及に努め、憲宗元年（1251年）に涼州東方の蘭州トゥルペー・デ(sprul pa'i sde)寺で入寂した。享年70。
甥のパクパはその後憲宗3年（1253年）に皇弟クビライに謁してその侍僧となり、後にクビライがカアンとして即位すると国師となって、パスパ文字を作成。その功績で帝師・大宝法王となり、サキャ派によるチベット支配および、チベット仏教がモンゴルに庇護されるきっかけとなった。